# Robaszew
Robaszew [pronunciación en polaco: /rɔˈbaʂɛf/] es un pueblo ubicado en el distrito administrativo de Gmina Złoczew, dentro del Distrito de Sieradz, Voivodato de Łódź, en Polonia central. Se encuentra aproximadamente a 7 kilómetros al noroeste de Złoczew, a 24 kilómetros al suroeste de Sieradz, y a 76 kilómetros al suroeste de la capital regional Łódź.
El pueblo tiene una población de 90 habitantes.